# 全大津野球団
全大津野球団（オールおおつやきゅうだん）は、滋賀県大津市に本拠地を置き、日本野球連盟に加盟している社会人野球のクラブチームである。

## 概要
1928年に膳所中学（現：滋賀県立膳所高等学校）OBにより大津市の市民球団『全大津軍』として創部。
戦後に一時休部状態となっていたが、1965年に大津市長（当時）である西田善一の働きかけにより活動を再開する。
1976年、全日本クラブ野球選手権大会に初出場（初戦敗退）。1983年、全日本クラブ野球選手権大会でベスト4進出。
2014年の夏、運営方針の違いから全部員が退部する。選手とコーチで約30年在籍した小西昌人が監督に就任し、再建を託された。その後、2015年の春には部員が16人となり、同年の都市対抗野球の予選に出場できるまでになった。

## 沿革
- 1928年 - 膳所中学（現：滋賀県立膳所高等学校）OBにより職業野球（社会人野球）の市民球団「全大津軍」として創部
- 1965年 - 休部状態となっていたが、当時の大津市長である西田善一の働きかけにより活動再開
- 1976年 - 全日本クラブ野球選手権大会に初出場（第1回大会；初戦敗退）
- 2005年4月 - 後援会が発足

## 主要大会の出場歴・最高成績
- 全日本クラブ野球選手権大会 - 出場8回、4強1回（1983年）
- ナショナルクラブベースボールシリーズ - 出場2回
- JABAびわこ杯争奪社会人クラブ野球大会 - 優勝2回（1983、1985年）

## 出身プロ野球選手
- 岩崎久太郎（外野手） - 1947年に阪急ブレーブスに入団

## 元プロ野球選手の競技者登録
- 谷内聖樹 - 外野手→退団（元：広島東洋カープ、近鉄バファローズ）